# Dhyan Chand
Dhyan Chand Bais (Allahabad, 28 agosto 1905 – Delhi, 3 dicembre 1979) è stato un hockeista su prato indiano, considerato il più grande giocatore di hockey su prato di tutti i tempi.
Soprannominato "il mago" per il suo incredibile controllo di palla, trascinò la Nazionale indiana alla vittoria di tre olimpiadi consecutive (1928, 1932, 1936) e segnò nel corso della sua carriera più di 400 gol (secondo alcuni anche più di mille).